# حکیم‌آباد (ریوند)
حکیم‌آباد روستایی در دهستان ریوند بخش مرکزی شهرستان نیشابور استان خراسان رضوی ایران است.

## جمعیت
بر پایه سرشماری عمومی نفوس و مسکن در سال ۱۳۹۵ جمعیت این مکان ۱۵۶ نفر (۴۸خانوار) بوده‌است.